# Стоил Финджеков
Стоил Стоянов Финджеков е първомайстор на черешовата артилерия от 1876 година, родом от град Панагюрище.
Стоил Финджеков, като сиромашко момче, отива в Цариград да си търси работа. Главява се за слуга при Мехмед Али паша, който бил големец в Терсханата (морския арсенал), където се поправяли оръдията на турския аскер. От гледане понаучава малко неща за топовете и устройството им. В Цариград Стоил приема протестанството, като вероизоиведание и остава такъв до краят на живота си. Всяко начинание започва с молитва към „Вишний бог“. След като се връща в родният си град, отваря коларска работилница за да се препитава.
Идеята за направа на черешови топове идва от друг панагюрец – Иван Куртев Тухчиев, който бива заподозрян от турските власти за своята бунтовна дейност и емигрира в Русия. Тогава главен майстор и конструктор на черешовите топове става Стоил Финджеков. Идеята е приета с охота от Георги Бенковски, Павел Бобеков и Лука Ланджев, които членове на революционният комитет възлагат на коларя да „провърти“ един топ и да го изпробват в действие.
Стоил с голям мерак приема да направи дървен топ. Най-напред започнал да прави колесника на топчето, но тъй като дюкянът му бил близо до пазарния площад и конака, а това носи риск от разкриване, се премества в избата на Калоянови, която се намирала на „долненското хоро“. Първначално били отсечени две дървета – единото при Кривчовата воденица, от градината на Генчо Кривчов, а другото – от стоиловия двор. След няколко седмици здрава работа първият български черешов топ е готов. Дължината на дулото му е между 1,10 и 1,15 метра. Отвън тялото било намотано с насмолено с катран въже. Поставен на каруцарска предница от „бешик“ (люлка, за един кон) каруца с дървена ос и дървени наплати. Така топът бил приспособен да се движи чрез с впрегнати в нея кон или магаре.
След неуспешен първи изстрел на направеният топ следва нова направа, като гюлетата били изхвърляни на значително разстояние. По време на военните операции два от вече произведените топчета на 30 април били разположени в местността Спасов ден – северно от Панагюрище, един на хълма Свети Никола, близо до града, който после бил пренесен на местността Чиряшката река на източните позиции, един отива на баира Каменица, на изток от Панагюрище, и един на източния край Маньово бърдо, за даване на отпор на настъпващия Хафъз паша.
В хода на въстанието, когато нещата тръгват на зле Стоил се укрива в дома си. Там, на тавана били намерили убежище комшийки с децата си. Сред другите хора било и семейството му. За да не би врагът да чуе плача на децата, по-коравите майки удушават гръмогласните от тях, измежду които е и дъщеричката на топчията. При тези горки обстоятелства майката на детето, Петра губи разсъдъка си за цял живот.
Стоил Финджеков е заровен в една яма покрита с със стръкове пелин от майка му. В тази дупка престоява три дни без храна и вода в земята. На четвъртия ден го извадили полумъртъв, покрит с гъсеници. Заптиетата дали по погрешка или не, обесили трима приличащи на него. Той самият се спасил, но животът му вече бил опустошен.
След погрома на въстанието едно от черешовите топчета, които били на Маньово бърдо и на Каменица, турците го закарали в Татар Пазарджик, оттам – в Одрин, а после и в Цариград. В Одрин с топчето били докарани четирима въстаници и две знамена. По това време журналистът Юджийн Скайлър бил в Одрин. На излизане от конака фотографирал в Одринската тъмница черешовото топче заедно със задържаните въстаници, знамената и турската охрана. Снимката е публикувана в английски вестници, откъдето след Освобождението била преснимана и разпространена като литография на първото Пловдивско изложение през 1892 година.
Стоил Финджеков почива в София на 30 ноември 1911 г. Погребението му се извършва в Първа евангелска църква на улица „Солунска“ № 49 от пасторите Димитър Фурнаджиев и Иван Сечанов на обществена сметка.